# Ethelbert od Wessexa
Ethelbert od Wessexa (staroengleski Æþelberht, Æthelberht, Æthelberht, u prijevodu na hrvatski "veličanstveni plemenitaš") je bio kralj Kraljevstva Wessexa i Kenta.
Bio je treći sin Æthelwulfa od Wessexa. Braća su mu bili Æthelstan, Æthelbald, Æthelred i Alfred Veliki. Osim njih, imao je sestru Æthelswith.
855. godine je postao potkralj Kenta kad mu je otac išao posjetiti Rim. Brata Ethelbalda se postavilo na čelo Zapadnih Sasa. Nakon očeve smrti 858. godine, naslijedio ga je na mjestu kralja Kenta i ostalih istočnih dijelova kraljevstva. Kad je Ethelbald umro bez djece 860., naslov kralja Zapadnih Sasa je prešao na Ethelberta.
Nakon njegove smrti, naslijedio ga je mlađi brat Ethelred od Wessexa.
Pokopan je u Sherborneskoj opatiji u Dorsetu, do svog brata Ethelbalda.